# Бакинское текстильно-швейное объединение
Бакинское текстильно-швейное объединение им. Г. З. Тагиева (азерб. H. Z. Tağıyev adına Bakı Toxuculuq Tikiş Birliyi) — предприятие, занимавшееся производством текстиля и швейных изделий. Функционировало в Баку, близ посёлка Зых. Строительство ткацкой фабрики было начато в 1897 году бакинским нефтепромышленником и меценатом Гаджи Зейналабдин Тагиевым. Введена в эксплуатацию в 1900 году. В настоящее время здания предприятия пребывают в заброшенном состоянии.

## История
В 1897 году Г. З. Тагиев приступил к строительству крупной текстильной фабрики и за разрешением на создание акционерного общества по обработке волокнистых веществ он обратился к царским властям. Сначала, 11 октября, был утверждён Устав «Кавказского акционерного общества по обработке волокнистых веществ Г. З. А. Тагиева в Баку», а после император Николай II дал разрешение на учреждение самого Общества. Основной капитал Общества составил 2 млн рублей. На счёт Бакинского отделения Государственного банка он поступил в январе 1898 года, будучи разделённым на 2 тысячи именных акций, каждая из которых по 1000 рублей. Г. З. Тагиеву принадлежал контрольный пакет акций (1935 акций), ещё тремя учредителями являлись члены его семьи (всего 30 акций), а другие 35 акций получили лица, которые состояли на службе предпринимателя, а также родственники этих лиц.
|                                              |  |
| Здание фабрики в начале XX века и её реклама |  |

Намереваясь построить фабрику, он добился у крестьянских общин с. Зых и Ахмедлы согласия на аренду земли площадью 192 десятины. Л. Алиева полагает, что это могло произойти путём подкупа верхушки общин. Поскольку земля считалась собственностью казны, то Г. З. Тагиев представил в Управление государственными имуществами Бакинской губернии и Дагестанской области те договоры, что он заключил с сельскими обществами.
В 1900 году фабрика была введена в эксплуатацию. Её строительство серьёзно тормозили препятствия, чинимые крупными фабрикантами в лице владельцев текстильных фабрик центра. В конце концов в местечке Зых на территории площадью 24 га возник целый комплекс фабричных и иных сооружений. Эта фабрика стоила Г. З. Тагиеву 6 млн рублей. По другим данным, сооружение обошлось в 3,310,000 рублей, из которых 2 007 000 рублей — на приобретение технологического оборудования. В дальнейшем Г. З. Тагиев расширил свою фабрику, построив здания для трепального, ременно-красильно-аппаратурного отделений, бани, фабричные лавки, сторожевые помещения и т. д., и к 1909 году её площадь составила 44 га. Эта расположенная на Зыхе фабрика «Кавказского акционерного общества обработки волокнистых веществ Г. З. А. Тагиева» была крупнейшей на Кавказе и одной из крупнейших во всей Российской империи.
К 1905 году годовая производительность фабрики составила 2 200,5 тыс. рублей. Согласно А. Сумбатзаде, её среднегодовая производительность равнялась 1 695,5 тыс. рублей. Численность рабочих этой фабрики в 1909—1913 годах превышала тысячу человек, из которых около 150 являлись женщинами.
Г. З. Тагиев также являлся владельцем фабрики «Кавказского АО обработки волокнистых веществ», располагавшейся при селении Ахмедли. На этой фабрике, производившей суровую ткань, бязь и миткаль, приводные ремни, было задействовано тысяча рабочих. 21 июня 1920 года декретом Азревкома все предприятия «Кавказского АО для обработки волокнистых веществ» и хлопчатобумажная фабрика на Зыхе были национализированы, а фабрика переименована в «Красную фабрику по обработке волокнистых веществ имени В. И. Ленина».